# Azeri Wikipédia
Az Azeri Wikipédia (Azerbajdzsáni nyelven:  Azərbaycanca Vikipediya) a Wikipédia projekt azeri nyelvű változata, egy internetes enciklopédia. Az Azeri Wikipédiának 18 adminja és 23 766 regisztrált felhasználója van. A szócikkek száma (az egyéb lapok nélkül) 177 888.

## Mérföldkövek
- 2002. június 2. - Elkészült az Azeri Wikipédia első szócikke
- 2007. március 9. - Elkészült az 5000. szócikk
- 2007. július 22. - Elkészült a 10 000. szócikk
- 2011. július 29. - Elkészült a 75 000. szócikk
- 2012. szeptember 17. - Elkészült a 90 000. szócikk
- 2014. március 25. - Elkészült a 100 000. szócikk